# Something Is Killing the Children
Something Is Killing the Children (litt. « Quelque chose tue les enfants ») est une série de bande dessinée d'horreur américaine créée par le scénariste James Tynion IV, le dessinateur Werther Dell'Edera et le coloriste Miquel Muerto. Elle est publiée en comic book indépendant par Boom! Studios depuis 2019. La version française est publiée depuis 2020 par Urban Comics.
Something Is Killing the Children connaît un important succès public dès son lancement, avec un premier numéro vendu à plus de 175 000 exemplaires après deux ans. Cette réussite se double d'un succès critique, Tynion recevant le prix Eisner du meilleur scénariste en 2021 et 2022 et la série elle-même celui de la meilleure série en 2022 (ex æquo avec Bitter Root).
Une adaptation en série télévisée est en cours de production par Netflix.
L'univers du comics est décliné à travers deux séries dérivées, House of Slaughter et Book of Butcher.

## Synopsis
La série suit Erica Slaughter, une jeune femme mystérieuse tueuse de monstres.
Dans le premier arc narratif (volumes 1 à 3) elle arrive dans le village isolé d'Archer's Peak après une série de meurtres sanglants d'enfants, causée par un monstre selon un garçon survivant de la dernière attaque. Le deuxième arc narratif (volume 4) est un flash-back sur l'enfance d'Erica et son initiation par l'ordre de Saint-Georges. Le troisième arc (volumes 5 à 7) reprend la narration contemporaine quelques années après l'arc initial et suit Erica devenue tueuse indépendante.

## Publications

### Éditions reliées originales

#### Trade paperback
| Titre                                       | Numéros rassemblés                       | Date de publication | ISBN                  |
| ------------------------------------------- | ---------------------------------------- | ------------------- | --------------------- |
| Something Is Killing the Children: Volume 1 | Something Is Killing the Children #1–5   | 25 juin 2020        | (ISBN 978-1684155583) |
| Something Is Killing the Children: Volume 2 | Something Is Killing the Children #6–10  | 1er décembre 2020   | (ISBN 978-1684156498) |
| Something Is Killing the Children: Volume 3 | Something Is Killing the Children #11–15 | 15 juin 2021        | (ISBN 978-1684157075) |
| Something Is Killing the Children: Volume 4 | Something Is Killing the Children #16–20 | 11 janvier 2022     | (ISBN 978-1684158041) |
| Something Is Killing the Children: Volume 5 | Something Is Killing the Children #21–25 | 18 octobre 2022     | (ISBN 978-1684158539) |
| Something Is Killing the Children: Volume 6 | Something Is Killing the Children #26–30 | 20 juin 2023        | (ISBN 978-1684159031) |
| Something Is Killing the Children: Volume 7 | Something Is Killing the Children #31–35 | 14 février 2024     | (ISBN 978-1608861484) |
| Something Is Killing the Children: Volume 8 | Something Is Killing the Children #36–40 | 30 octobre 2024     | (ISBN 978-1684156283) |
| Something Is Killing the Children: Volume 9 | Something Is Killing the Children #41–45 | 1er juillet 2025    | (ISBN 979-8892153683) |

#### Deluxe hardcover
| Titre                                                     | Numéros rassemblés                       | Date de publication | ISBN                  |
| --------------------------------------------------------- | ---------------------------------------- | ------------------- | --------------------- |
| Something Is Killing the Children Deluxe Edition Book One | Something Is Killing the Children #1–15  | 16 novembre 2021    | (ISBN 978-1684157648) |
| Something Is Killing the Children Deluxe Edition Book Two | Something Is Killing the Children #21–35 | 21 mai 2024         | (ISBN 978-1608862184) |

### En français
L'adaptation française par Urban Comics dans la collection Urban indies reprend le découpage de l'édition trade paperback originale dans une traduction de Maxime le Dain.
1. The Angel of Archer's Peak, 1er septembre 2020  (ISBN 978-2-381-33011-2)
2. The House of Slaughter, 19 février 2021  (ISBN 978-2-381-33013-6)
3. The Game of Nothing, 15 octobre 2021  (ISBN 978-2-381-33014-3)
4. Me and My Monster, 24 juin 2022  (ISBN 979-1-0268-2931-7)
5. The Road to Tribulation, 27 janvier 2023  (ISBN 979-1-0268-2387-2)
6. The Girl and the Heritage, 7 juillet 2023  (ISBN 979-1-0268-1468-9)
7. Showdown at the Easy Creek Corral, 29 mars 2024  (ISBN 979-1-0268-2016-1)

## Séries dérivées

### House of Slaughter
Une série dérivée se déroulant dans l'univers de Something Is Killing the Children, House of Slaughter, explorant l'histoire secrète de l'Ordre qui a fait d'Erica Slaughter une chasseuse de monstres,, est publiée à partir d'octobre 2021 par Boom! Studios. La version française est publiée par Urban Comics avec un premier tome sorti le 24 juin 2022.

#### Éditions reliées
| Titre                        | Numéros rassemblés | Format          | Date de publication | ISBN                  |
| ---------------------------- | ------------------ | --------------- | ------------------- | --------------------- |
| House of Slaughter: Volume 1 |                    | Trade paperback | 21 juin 2022        | (ISBN 978-1684158164) |
| House of Slaughter: Volume 2 |                    | Trade paperback | 3 janvier 2023      | (ISBN 978-1684158546) |

#### En français
- House of Slaughter, Urban Comics :

1. La marque du boucher, 24 juin 2022  (ISBN 979-10-26826-19-4)
2. Écarlate, 17 mars 2023  (ISBN 979-10-26821-81-6)

### Book of Butcher
Une deuxième série dérivée, Book of Butcher, se concentrant sur le personnage de Maxine Slaughter, est prévue pour décembre 2023.

## Adaptation télévisuelle
En 2021, une adaptation en série télévisée Netflix par Mike Flanagan et Trevor Macy est annoncée pour une sortie prévue en 2022. En février 2023, il est annoncé que Baran bo Odar et Jantje Friese prennent la place de Mike Flanagan après que ce dernier a quitté le projet à la suite de différends créatifs.

## Distinctions
- 2022 : prix Eisner de la meilleure série (ex æquo avec Bitter Root)[8]